# Herb gminy Bestwina
Herb gminy Bestwina – symbol gminy Bestwina, autorstwa Ryszarda Kwaka, ustanowiony 3 września 1991.

## Wygląd i symbolika
Herb przedstawia na tarczy w polu srebrnym czarną rybę (karpia) za szuwarami z kłosem zboża. Jest to nawiązanie do ważności hodowli tej ryby w gospodarce gminy.